# Palazzo Durazzo

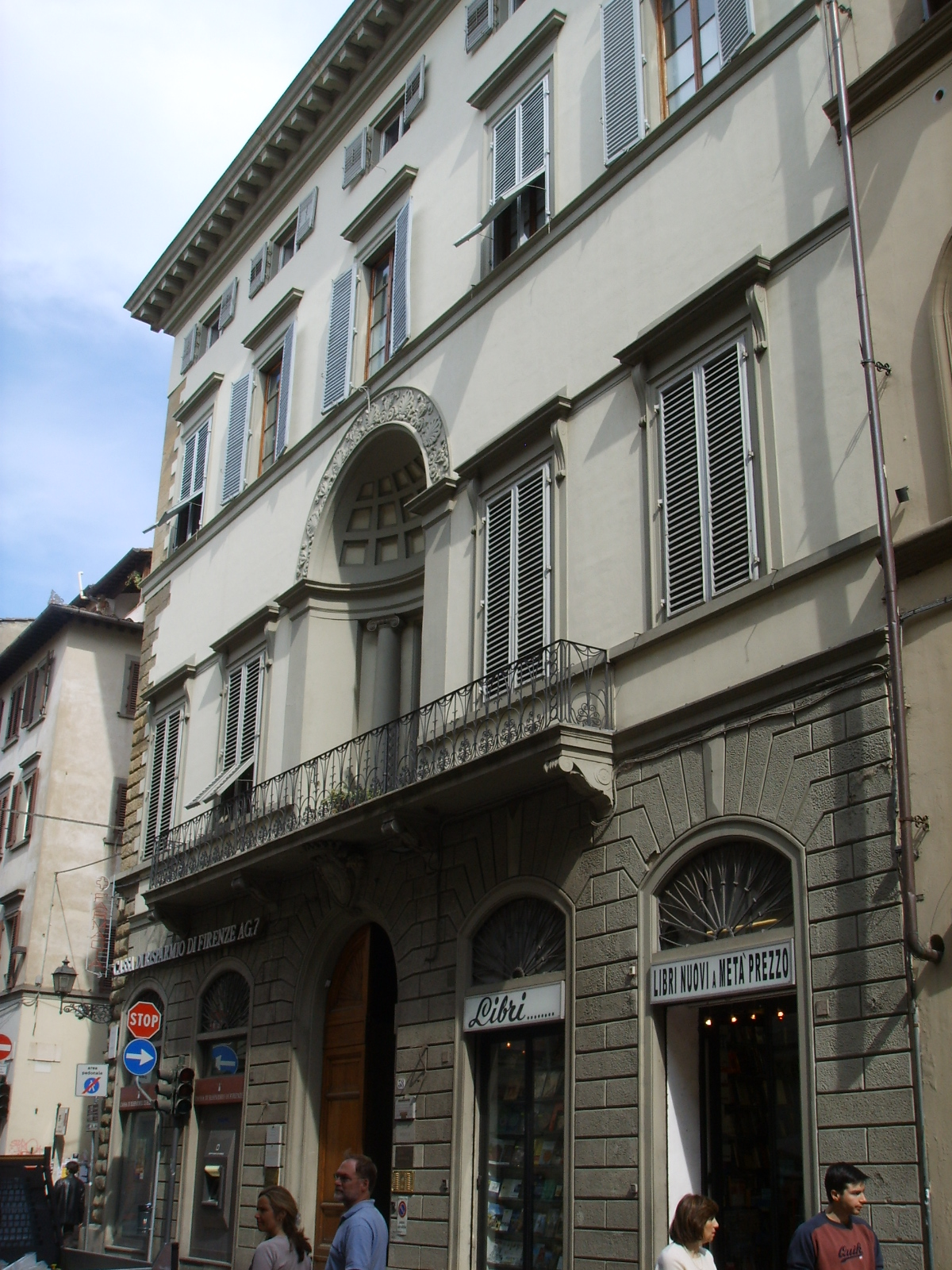
Fachada do Palazzo Durazzo.

O Palazzo Durazzo é um palácio de Florença, situado entre a Via degli Alfani e a Via dei Servi.
O palácio foi reconstruído, no início do século XIX, em neoclássico. O aspecto externo é sólido, com o colmeado no andar térreo, o reboco dos dois andares superiores articulados por janelões emoldurados e frisos a marcar os andares. O conjunto, porém, é aligeirado pela original solução do primeiro andar, onde se abre um balcão sobre a Via dei Servi, em ferro forjado, atrás do qual se situa uma êxedra com duas semi-colunas e uma semicúpula decorada com caixotões, o que forma uma decoração monumental e clássica.
O palácio acolhe, actualmente, algumas lojas comerciais, uma filial dum estabelecimento de crédito, escritórios e habitações privadas, além da sede florentina de scientology.

## Galeria de imagens do Palazzo Durazzo

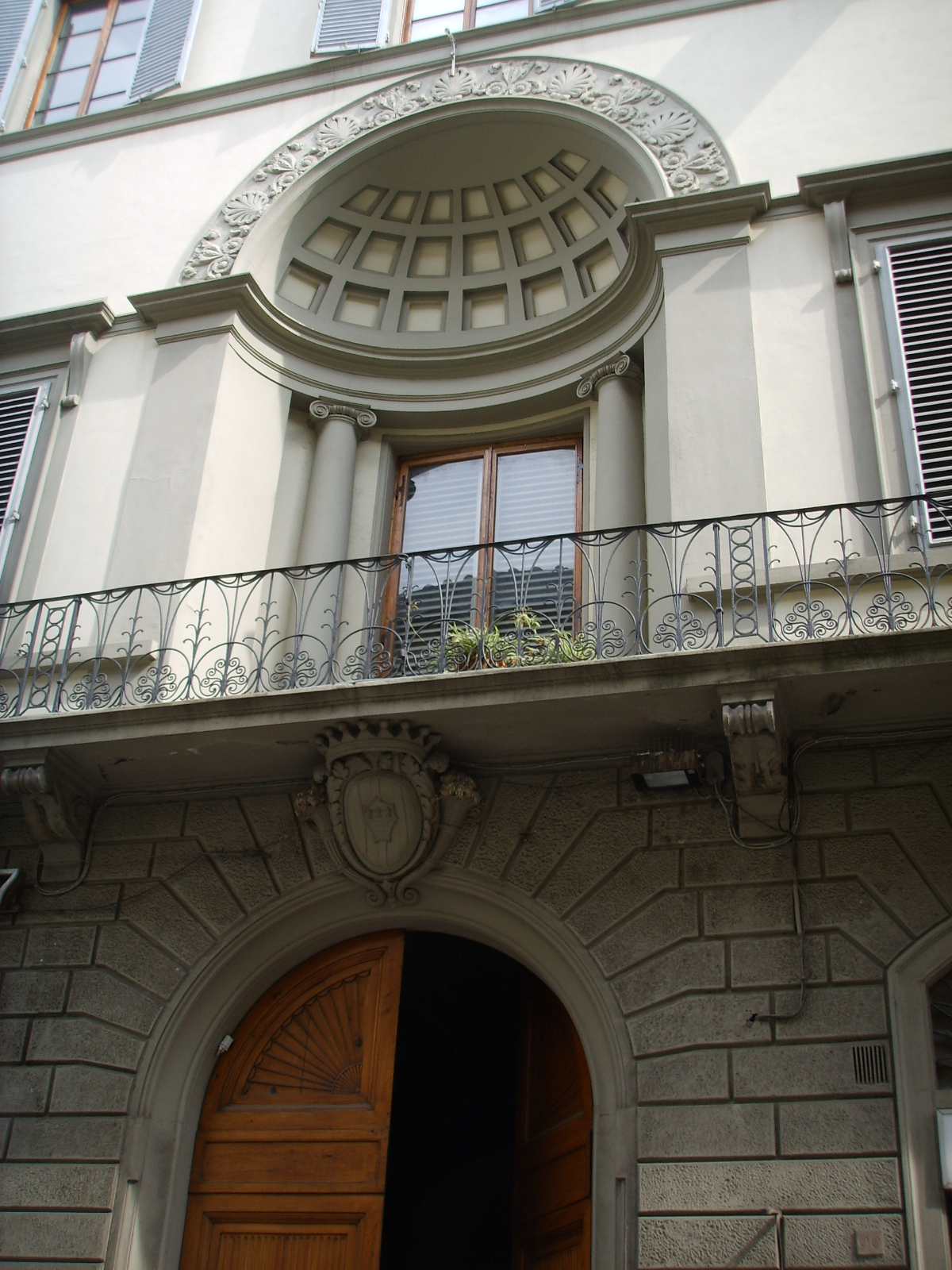
O balcão do Palazzo Durazzo com a êxedra.
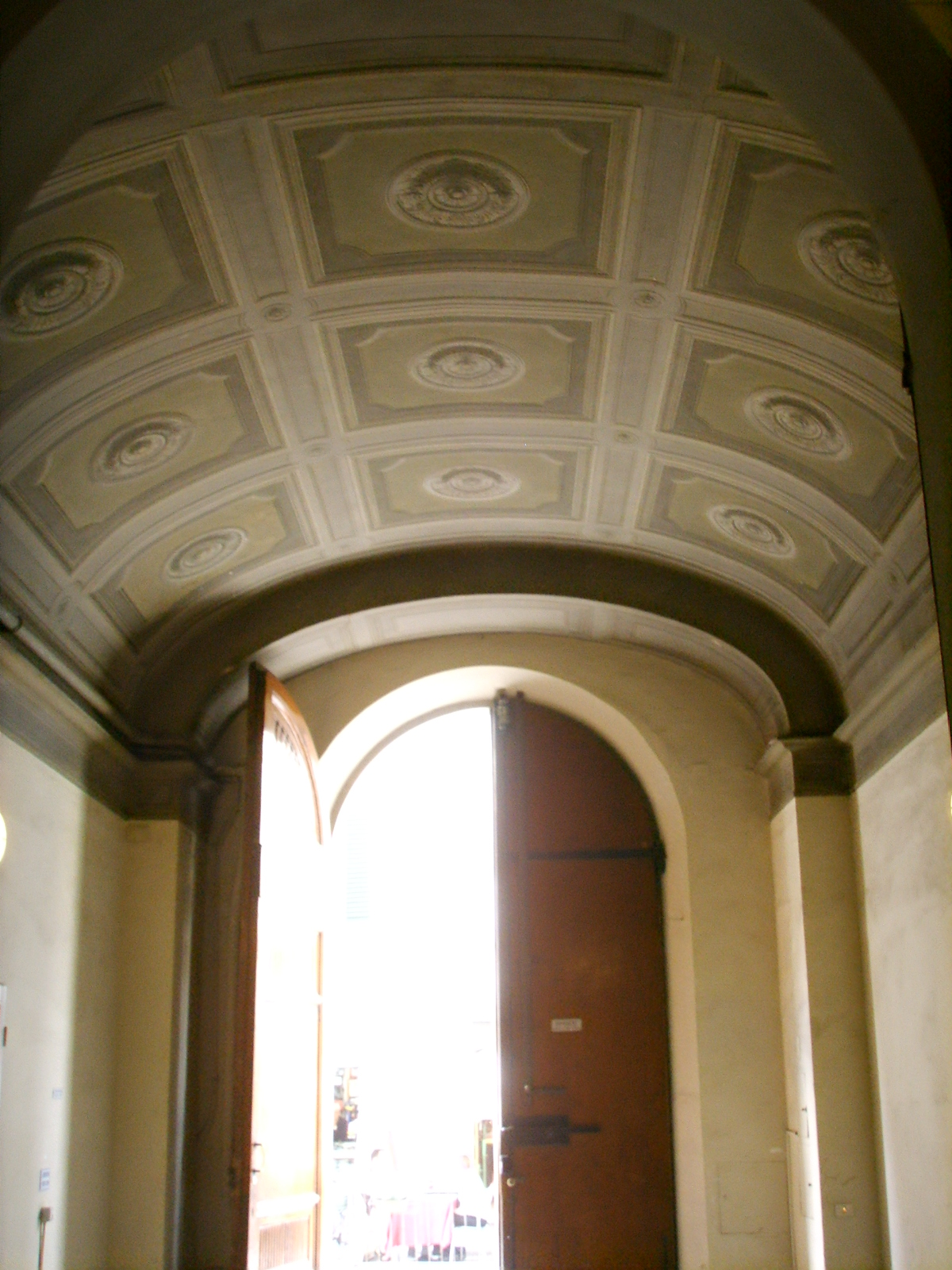
O espaço de entrada com abóbada elíptica e caixotões pintados.
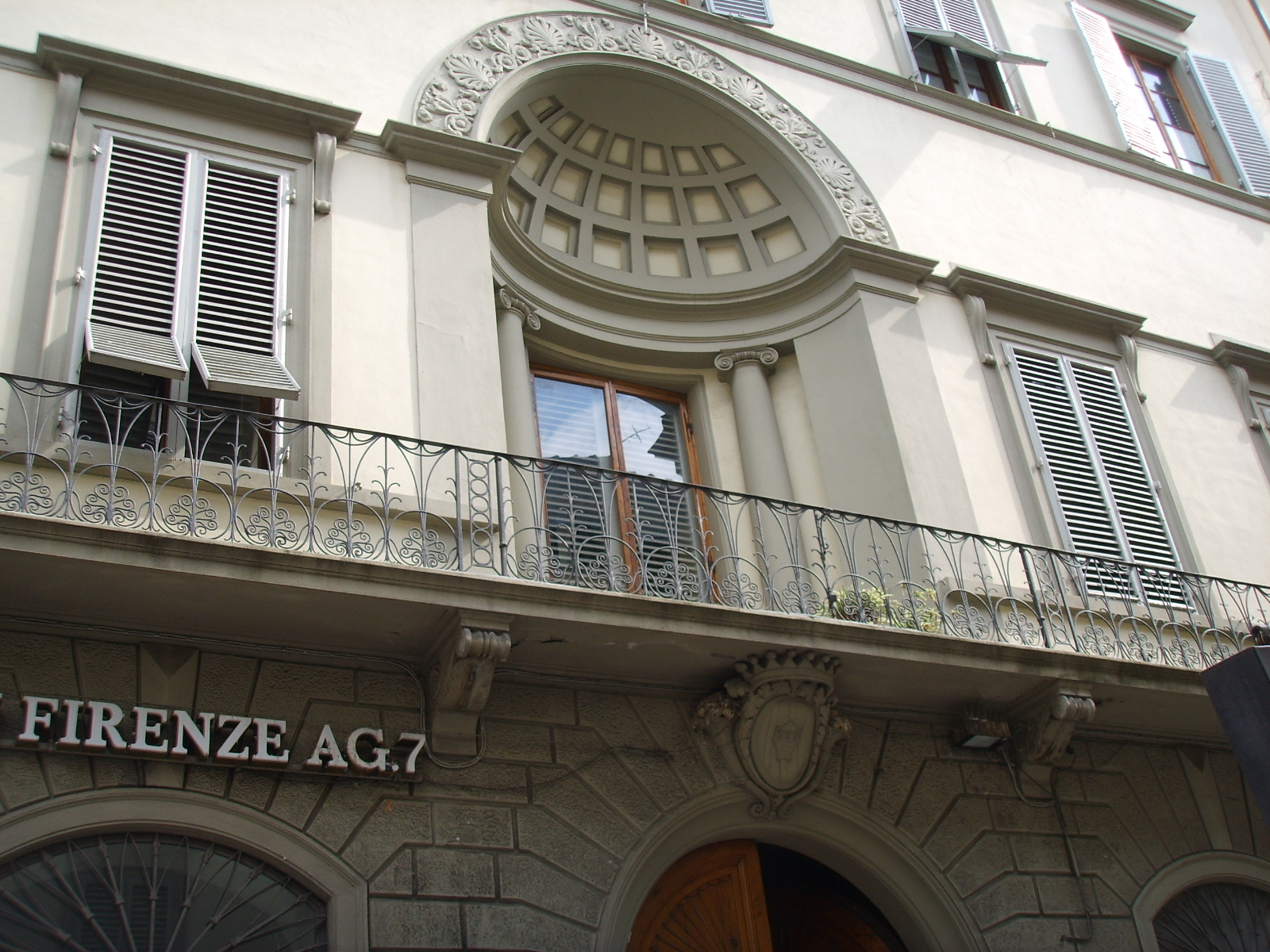
O balcão do Palazzo Durazzo com a êxedra.